# Strana provozu

Červeně oblasti s pravostranným provozem, modře s levostranným

Strana provozu na pozemních komunikacích není světově jednotná: ve větší části světa se jezdí vpravo, v menší, avšak rovněž významné části, vlevo. Analogicky se liší i strana provozu ve vnitrozemské vodní dopravě a v drážní dopravě, i když ta je většinou řešena speciálnějšími předpisy, třeba individuálně pro jednotlivé tratě či vodní cesty. Strana provozu musí být rovněž určena u mnoha dalších technických zařízení nebo provozních činností. V dopravním provozu se týká jak dopravních cest, jejichž šířka umožňuje v převažující délce oboustranný provoz, tak i provozu ve vyhýbacích místech na užších dopravních cestách, například jednokolejných tratích. Jiná strana provozu vyžaduje také jiné provedení vozidel. Například jiné umístění stanoviště řidiče, dveří pro cestující, případně i světlometů, výfuku a dalších součástí. Jsou však i země s levostranným provozem, kde se běžně používají automobily pro pravostranný provoz, a naopak.

## Vývoj a stav ve světě
V Evropě sledoval sjednocení strany provozu v různých zemích již dodatek k Pařížské úmluvě v roce 1926.
Ženevská smlouva o silničním provozu z roku 1949 obsahovala v článku 9 požadavek, aby v každé zemi platila stejná pravidla strany provozu na všech silnicích. V některých státech (Kanada, Čína) v té době platila v různých oblastech různá pravidla.
V současné době[kdy?] je levostranný provoz v 76 zemích, teritoriích a závislých územích, pravostranný provoz v 163 zemích .
Z evropských zemí a území v jejich jurisdikci je levostranný provoz pouze na některých ostrovech: Spojené království Velké Británie a Severního Irska, Irsko, Kypr, Malta, Ostrov Man, Guernsey a Jersey. V celosvětovém měřítku jsou dalšími významnými oblastmi s levostranným provozem celá jižní část Afriky, Austrálie, Nový Zéland a převážná část Oceánie, dále země Indického subkontinentu : Indie, Bangladéš, Pákistán, Nepál, Japonsko. V Hongkongu zůstal zachován levostranný provoz i po jeho připojení k Číně (dříve britská kolonie). Na severu Jižní Ameriky je levostranný provoz v Guayaně a Surinamu. Celosvětově je levostranný provoz charakteristický pro část z oblastí a ostrovů, které patřily či patří k britskému koloniálnímu impériu.

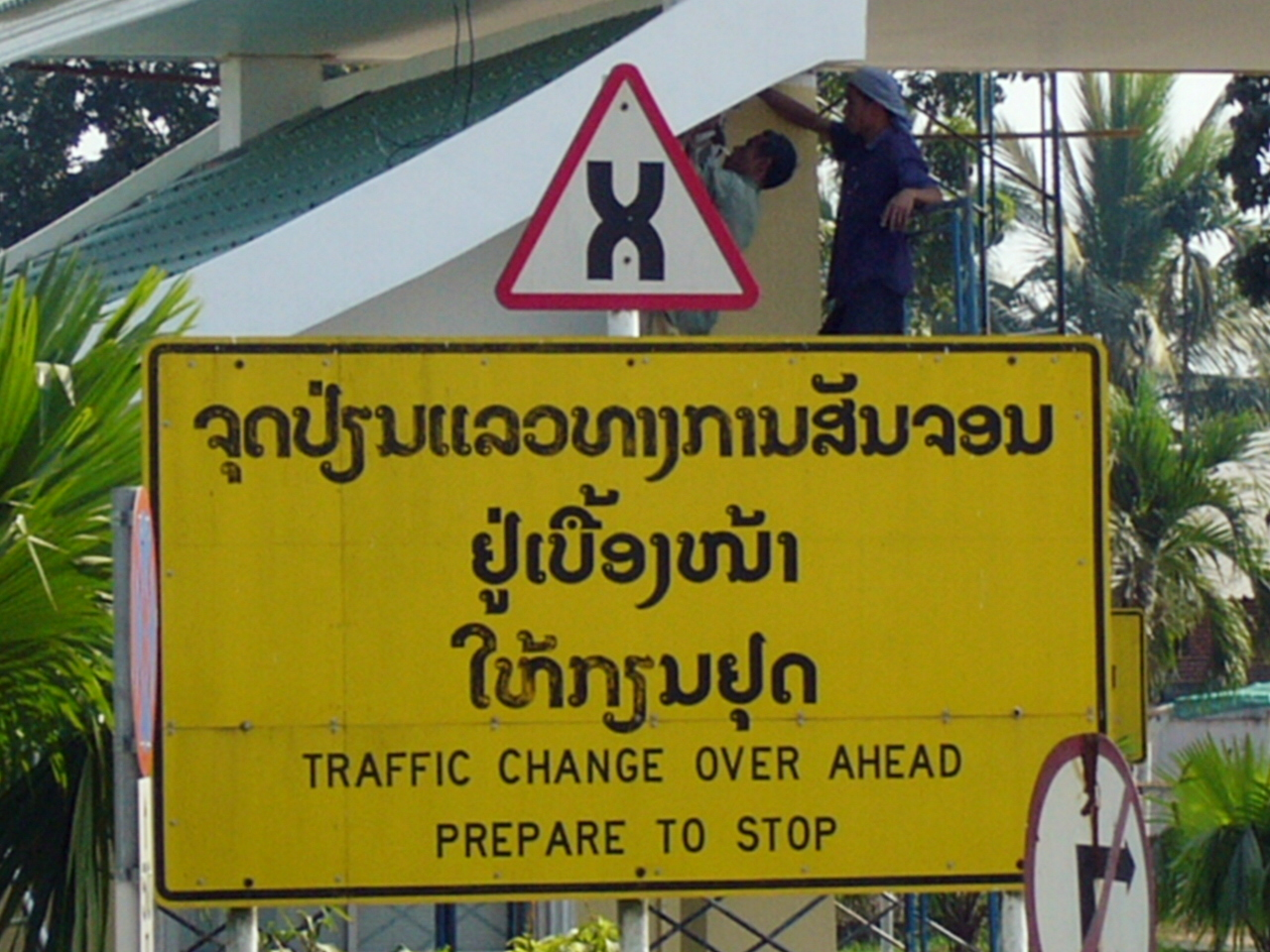
Značka v místě změny strany provozu na hranici Laosu (pravostranný provoz) a Thajska (levostranný provoz)
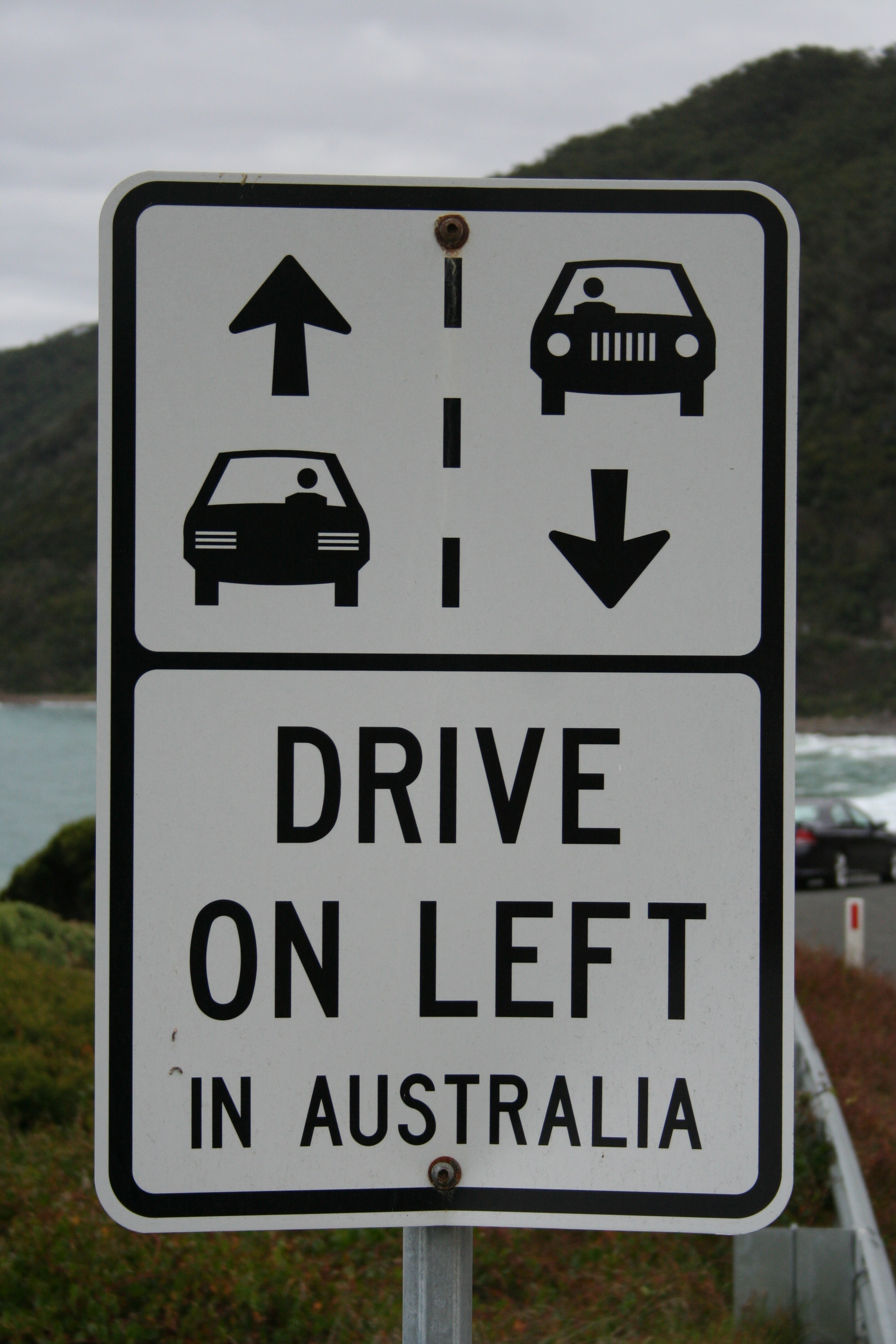
Značka upozorňující na levostranný provoz v Austrálii
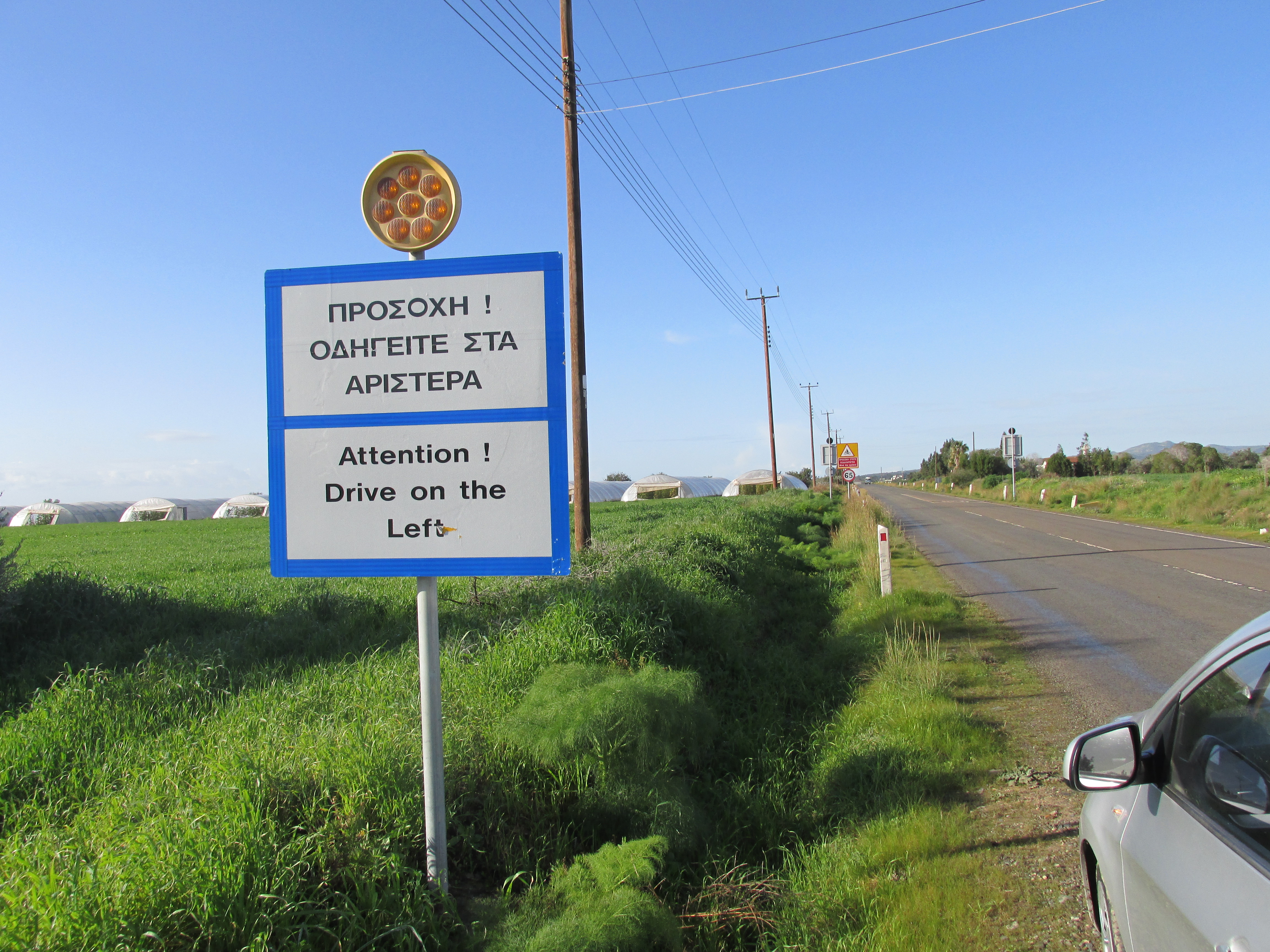
Značka upozorňující na levostranný provoz na Kypru